# Maturín
Maturín – miasto w północno-wschodniej Wenezueli. Położone jest nad rzeką Guarapiche, na Nizinie Orinoko. Jest stolicą stanu Monagas. W 2019 roku liczyło około 508,2 tys. mieszkańców. 
Miasto zostało założone w 1760 roku. W mieście funkcjonuje przemysł spożywczy, w tym szczególne rozwinięty jest przemysł cukrowniczy. Jest ważnym ośrodkiem handlowym regionu rolniczego, krzyżują się tutaj ważne szlaki komunikacyjne oraz rurociągi naftowe. Ponadto w Maturín funkcjonuje międzynarodowy port lotniczy oraz strefa wolnocłowa. W okolicy miasta wydobywana jest ropa naftowa, a na północ od niego znajduje się port naftowy Caripito. 